# أنواط انين
أنواط انين (بالتايلندية: อนุวัฒน์ อินยิน)‏ (17 فبراير 1985 محافظة سوفانبوري تايلاند - ) هو لاعب كرة قدم تايلندي، يلعب كلاعب وسط.

## مسيرته

### مسيرته مع الأندية
- 2011 - 2013 لعب مع Pattaya United F.C. (2008) [الإنجليزية]‏ 42 مباراة سجل خلالها 3 أهداف.
- 2014 - 2014 لعب مع نادي موانغتونغ يونايتد 8 مباريات.

## روابط خارجية
- أنواط انين على موقع قاعدة بيانات كرة القدم.إي يو (الإنجليزية)
- أنواط انين على موقع Soccerway.com (الإنجليزية)